# Cucullia generosa
Cucullia generosa là một loài bướm đêm trong họ Noctuidae.